# Jemeppe-sur-Sambre
Jemeppe-sur-Sambre é um município da Bélgica localizado no distrito de Namur, província de Namur, região da Valônia.